# Khalid Boulami
Khalid Boulami (arabisch خالد بولامي.; * 7. August 1969 in Safi) ist ein ehemaliger marokkanischer Langstreckenläufer.
1991 gewann Boulami bei den Marokkanischen Meisterschaften über 10.000 Meter. 1996 gewann er bei den Olympischen Spielen in Atlanta die Bronzemedaille über 5000 Meter. 1995 und 1997 holte er bei den Weltmeisterschaften die Silbermedaille.
Seine besten Zeiten lief er 1997. Über 5000 Meter lief er damals eine Zeit von 12:53,41 min. Über 3000 Meter schaffte er eine 7:30,99 min.
Er ist der ältere Bruder des Hindernisläufers Brahim Boulami.